# Critics' Choice Television Awards
Les Critics' Choice Television Awards (ou BTJA Awards) sont des récompenses de la télévision américaines décernées par la Broadcast Television Journalists Association (BTJA) depuis 2011 aux meilleures programmes américains.
Elle a été créée à la suite de la division de la Broadcast Film Critics Association qui décernait alors des récompenses du cinéma (Critics' Choice Movie Awards) depuis 1996.

## Catégories de récompenses
En gras sont indiquées les catégories actuellement décernées.
Séries dramatiques
- Meilleure série dramatique (Best Drama Series) – depuis 2011
- Meilleur acteur dans une série dramatique (Best Actor in a Drama Series) – depuis 2011
- Meilleure actrice dans une série dramatique (Best Actress in a Drama Series) – depuis 2011
- Meilleur acteur dans un second rôle dans une série dramatique (Best Supporting Actor in a Drama Series) – depuis 2011
- Meilleure actrice dans un second rôle dans une série dramatique (Best Supporting Actress in a Drama Series) – depuis 2011
- Meilleur invité dans une série dramatique (Best Guest Performer in a Drama Series) – depuis 2012

Séries comiques
- Meilleure série comique (Best Comedy Series) – depuis 2011
- Meilleur acteur dans une série comique (Best Actor in a Comedy Series) – depuis 2011
- Meilleure actrice dans une série comique (Best Actress in a Comedy Series) – depuis 2011
- Meilleur acteur dans un second rôle dans une série comique (Best Supporting Actor in a Comedy Series) – depuis 2011
- Meilleure actrice dans un second rôle dans une série comique (Best Supporting Actress in a Comedy Series) – depuis 2011
- Meilleur invité dans une série comique (Best Guest Performer in a Comedy Series) – depuis 2012

Mini-séries ou téléfilms
- Meilleure mini-série ou du meilleur téléfilm (Best Movie/Miniseries) – 2012-2013 
  - Meilleure mini-série ou série limitée (Best Miniseries/Limited Series) – depuis 2013
  - Meilleur téléfilm (Best Movie) – depuis 2013
- Meilleur acteur dans une mini-série ou un téléfilm (Best Actor in a Movie/Miniseries) – depuis 2012
- Meilleure actrice dans une mini-série ou un téléfilm (Best Actress in a Movie/Miniseries) – depuis 2012
- Meilleur acteur dans un second rôle dans une mini-série ou un téléfilm (Best Supporting Actor in a Movie or Miniseries) – depuis 2013
- Meilleure actrice dans un second rôle dans une mini-série ou un téléfilm (Best Supporting Actress in a Movie or Miniseries) – depuis 2013

Autres
- Nouvelles séries les plus attendues (Most Exciting New Series ) – depuis 2011
- Meilleure série d'animation (Best Animated Series) – depuis 2012
- Meilleure série favorisant le bingewatching (Most Exciting New Series ) – depuis 2015

Téléréalité
- Meilleure émission de téléréalité (Best Reality Series) – depuis 2011
- Meilleure émission de téléréalité avec compétition (Best Reality Series – Competition) – depuis 2011
- Meilleur talk-show (Best Talk Show) – depuis 2011
- Meilleur présentateur de téléréalité (Best Reality Show Host) – depuis 2011